# The Lost Romance
The Lost Romance è un film muto del 1921 diretto da William C. de Mille che ha come interpreti Jack Holt, Lois Wilson, Conrad Nage, Fontaine La Rue. La sceneggiatura di Olga Printzlau si basa su un soggetto di Edward Knoblock.

## Trama

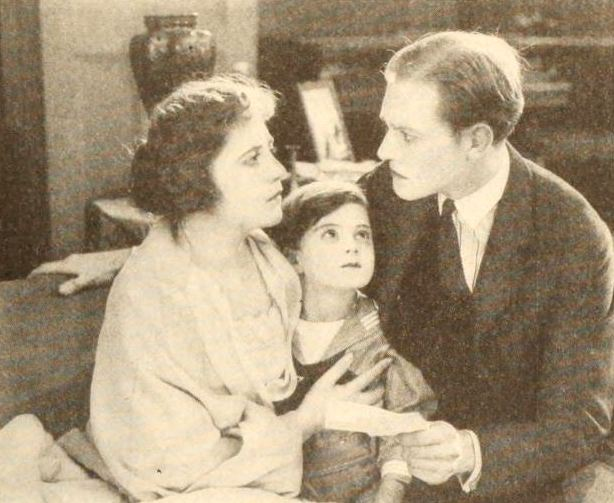
Lois Wilson, Mickey Moore e Conrad Nagel

Due amici si innamorano entrambi della stessa donna, Sylvia Hayes. Il primo, Allen Erskine, è un medico; il secondo, Mark Sheridan, un esploratore. Lei, in visita dalla zia di Allen, accetta la sua corte e, quando lui le chiede la mano, accetta anche di sposarlo. Mark, deluso, parte per l'Africa dove resta per sei lunghi anni. Al suo ritorno, quando rivede Sylvia, si accorge che il matrimonio tra lei e Allen è stato un fallimento: l'amore è svanito e i due sono legati insieme solo dal loro bambino. Mark, allora, rivela alla donna che il suo sentimento per lei non è cambiato: Sylvia, convinta che il suo matrimonio sia stato solo un errore, gli confessa di amarlo. Il marito, volendo renderla felice, accetta la separazione. Ma la zia non la pensa allo stesso modo: così ordina al bambino di essere "rapito" per un giorno. Quando il piccolo scompare, i disperati genitori - che cadono nella trappola della zia - finalmente si riconciliano, affranti e uniti dal dolore comune. A Mark, rimasto solo, non resta che consolarsi con zia Elizabeth.

## Produzione
Il film fu prodotto dalla Famous Players-Lasky Corporation.

## Distribuzione

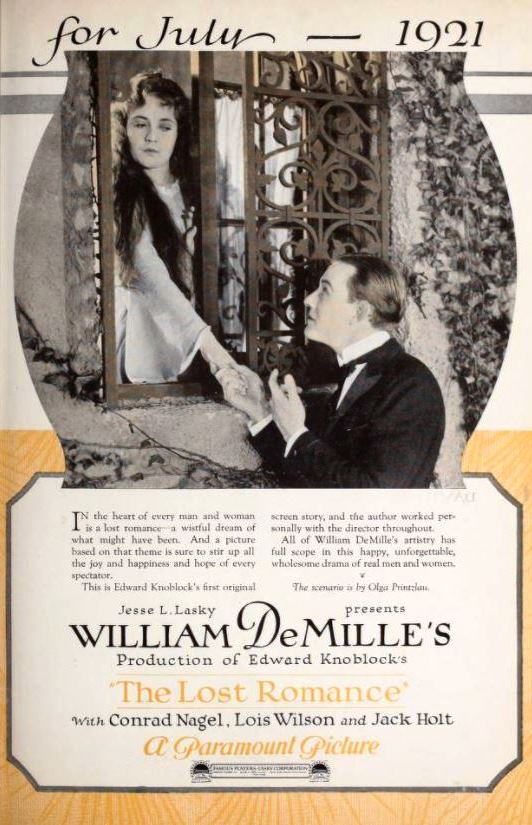
Lois Wilson e Jack Holt

Il copyright del film, richiesto dalla Famous Players-Lasky Corp., fu registrato il 21 luglio 1921 con il numero LP16783.
Negli Stati Uniti, il film - presentato da Jesse L. Lasky - fu distribuito dalla Famous Players-Lasky Corporation e Paramount Pictures l'8 maggio 1921 o il 31 luglio 1921. In Francia, con il titolo Romance d'autrefois, uscì nelle sale il 12 gennaio 1923. In Finlandia, fu distribuito il 23 settembre 1923.
Copia completa della pellicola si trova conservata negli archivi della Library of Congress di Washington.